# Токсичний позитив
Токсичний позитив або токсична позитивність — це явище, коли людина намагається завжди підтримувати позитивний настрій таким чином, який стає шкідливим для себе та оточуючих.

## Визначення
У стані токсичної позитивності людина знецінює та пригнічує свої справжні емоції, потребує від себе та близьких завжди посміхатися та «триматися», зміщуючи фокус з вирішення проблем та проживання різних емоцій — від щирої радості до горя. Це може призводити до власної незадоволеності, постійного вигорання, панічних атак, депресії тощо.

### Різниця від здорової позитивності
Загалом позитивність вважається хорошим і корисним явищем у більшості ситуаціях, оскільки вона визнає всю палітру людських емоцій, включно з сумом, гнівом, розчаруванням чи заздрістю та покращує загальний настрій. Натомість токсична позитивність ґрунтується на нереалістичному прагненні до постійного щастя. Вона змушує людей заперечувати будь-які негативні почуття й вважати, що вони повинні залишатися радісними за будь-яких обставин. Такий стан може призвести до почуття провини чи сорому за «неправильні» емоції та пригнічувати їх, що в довгостроковій перспективі лише посилює внутрішній дискомфорт.
Позитивність стає токсичною, коли людина заперечує усі, навіть доречні негативні почуття й інші емоції та починає вважати, що мусить бути щасливою за будь-яких обставин, ігноруючи інші емоції. Однак придушення цих почуттів може в довгостроковій перспективі призвести до ще більшого нещастя.
Соціальна працівниця Хізер Монро сказала, що суть токсичної позитивності в тому, що «ми заохочуємо людину концентруватися лише на позитивних емоціях і позитивних аспектах життя» від думки про в те, що «при ігноруванні складних сторін та емоцій людського життя ми будемо щасливіші».

## Гендерна відмінність
Дослідження щодо гендерної відмінності в рівнях токсичної позитивності у підлітків показало, що дівчата підліткового віку зазвичай демонструють нижчий рівень токсичної позитивності порівняно з хлопцями. Ці результати показують, що дівчата імовірно краще визнають і виражають свої негативні емоції, ніж хлопці.

## Наслідки токсичної позитивності
Коли людина змушує себе бути виключно «позитивною», вона несвідомо стигматизує власні природні почуття — смуток, гнів, втому, розчарування. Вона може почати придушувати їх, замість того щоб проживати й приймати. Проте саме усвідомлене переживання всього спектра емоцій дозволяє досягти справжньої внутрішньої гармонії.
Письменниця Кімберлі Гаррінгтон називає токсичну позитивність своєрідною формою емоційного газлайтингу і наголошує, що «Цілком нормально відчувати сум, коли тобі сумно, та злість, коли ти злишся», адже на її думку «лише дозволяючи собі проживати власні емоції, ми можемо знайти справжню рівновагу та душевний спокій».